# Twierdzenie Kopernika

Twierdzenie Kopernika – animacja

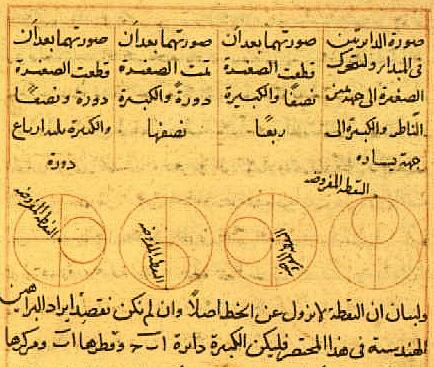
Ilustracja twierdzenia Kopernika – XIII-wieczny szkic Nasir al-Dina Tusiego

Twierdzenie Kopernika – twierdzenie geometrii płaskiej; mówi ono, że jeśli wewnątrz okręgu toczy się bez poślizgu okrąg o promieniu dwa razy mniejszym, to każdy punkt małego okręgu porusza się po średnicy okręgu większego. Innymi słowy hipocykloida, w której mniejszy okrąg jest mniejszy dwukrotnie, jest odcinkiem.

## Historia
Twierdzenie to pojawiło się w literaturze co najmniej trzykrotnie:
- około 461 r. n.e. Proklos sformułował je w swoim Komentarzu do pierwszej księgi Elementów Euklidesa[1];
- następnie w 1254 r. ponownie opublikował je perski astronom i matematyk Nasir ad-Din Tusi[2] (stąd twierdzenie to jest szerzej znane po angielsku jako Tusi-couple);
- w 1543 r. w dziele De revolutionibus orbium coelestium polskiego polihistora Mikołaja Kopernika. Kopernik sformułował to twierdzenie, prawdopodobnie nie wiedząc, że zostało ono co najmniej dwukrotnie opisane i opublikowane wcześniej.